# Вулька-Плебанська (Люблінське воєводство)
Вулька-Плебанська (пол. Wólka Plebańska) — село в Польщі, у гміні Біла Підляська Більського повіту Люблінського воєводства. Населення — 403 особи (2011).

## Історія
За даними етнографічної експедиції 1869—1870 років під керівництвом Павла Чубинського, у селі переважно проживали римо-католики, меншою мірою — греко-католики, які переважно розмовляли українською мовою.
У 1975—1998 роках село належало до Білопідляського воєводства.

## Демографія
Демографічна структура станом на 31 березня 2011 року:
|          | Загалом | Допрацездатний вік | Працездатний вік | Постпрацездатний вік |
| -------- | ------- | ------------------ | ---------------- | -------------------- |
| Чоловіки | 204     | 41                 | 145              | 18                   |
| Жінки    | 199     | 37                 | 123              | 39                   |
| Разом    | 403     | 78                 | 268              | 57                   |